# Pachyschelus unifasciatus
Pachyschelus unifasciatus es una especie de escarabajo joya del género Pachyschelus, familia Buprestidae. Fue descrita científicamente por Fisher en 1922.